# 孙胜利
孙胜利（1970年9月—），男，汉族，山东肥城人，中国红外成像与探测专家，中国科学院上海技术物理研究所研究员、博士生导师，中国科学院院士。